# Ian Corden-Lloyd
Ian Douglas Corden-Lloyd, OBE MC (* 27. Mai 1938 in Durban, Südafrika; † 17. Februar 1978 im County Armagh, Nordirland) war ein Offizier der British Army. Er starb während des Nordirlandkonflikts durch den Absturz eines Hubschraubers, nachdem die Maschine unter Beschuss durch Handfeuerwaffen der IRA geraten war. Die genauen Umstände seines Todes wurden erst nach 37 Jahren veröffentlicht.

## Werdegang
Ian Douglas Corden-Lloyd absolvierte die Royal Military Academy Sandhurst und musterte 1958 zum Regiment 10th Princess Mary's Own Gurkha Rifles (10 GR) aus. Später wechselte er zum Regiment Royal Green Jackets der Light Division und nahm 1971/72 mit deren 1. Bataillon an einem Einsatz in Nordirland teil, wo er unter anderem an der Operation Demetrius beteiligt war. Im Februar 1972 wurde er im Range eines Majors mit dem Military Cross ausgezeichnet.
1976 übernahm er als Lieutenant colonel das 2. Bataillon der Royal Green Jackets und wurde im Dezember gleichen Jahres zum Officer of the Order of the British Empire ernannt, ehe er erneut nach Nordirland verlegte. Zum Zeitpunkt seines Todes war er verheiratet und Vater von drei Kindern.

## Tod
Nachdem eine Patrouille seines Regiments am 17. Februar 1978 bei Jonesborough im County Armagh unter Beschuss geraten war, startete Ian Douglas Corden-Lloyd kurz nach 17 Uhr in einem Aérospatiale Gazelle von der Garnison in Bessbrook, um die Positionen der Angreifer auszumachen. Der Pilot war Sergeant Brian Ives, ebenfalls an Bord befand sich Captain Philip Schofield. 
Der Hubschrauber erreichte nach rund sechs Minuten den Ort des Geschehens, worauf die Angreifer das Feuer einstellten und sich Richtung irischer Grenze zurückzogen. Von dort aus eröffneten die Angreifer das Feuer mit Leuchtspurmunition auf den Hubschrauber, worauf dieser aufgrund eines Pilotenfehlers während eines Ausweichmanövers zum Absturz kam und auf einem Feld aufschlug. Ian Douglas Corden-Lloyd kam bei diesem Absturz ums Leben, Ives und Schofield überlebten mit teilweise schweren Verletzungen. Die Angreifer schossen weiter auf das Wrack am Boden, bis ein weiterer Hubschrauber mit Verstärkung eintraf.
Der Absturz war der erste Verlust eines britischen Luftfahrzeuges durch Feindeinwirkung während des Nordirlandkonflikts. Während die IRA noch am selben Tag den Abschuss eines Hubschraubers bekannt gab, dementierte die Armee eine gegnerische Einwirkung und sprach von einem Unfall. Der Untersuchungsbericht wurde nicht veröffentlicht. Ian Douglas Corden-Lloyd wurde mit militärischen Ehren am Friedhof Magdalene Hill in Winchester beigesetzt. Der offizielle Bericht des Verteidigungsministeriums über die wahren Hintergründe des Absturzes und des Todes von Corden-Lloyd, wurde erst im Januar 2015 veröffentlicht, nachdem es zu einer Anfrage nach dem britischen Freedom of Information Act gekommen war.